# Rita Baldini
Rita Baldini (Milano, 31 luglio 1961) è una doppiatrice e direttrice del doppiaggio italiana.

## Biografia
Proveniente da una famiglia di doppiatori (sorella maggiore di Nanni, Oreste e Antonella Baldini), ha iniziato la sua attività da bambina, doppiando Vanilla nel cartone animato Una sirenetta tra noi.
Nel corso della sua carriera, ha doppiato numerosi attori in pellicole cinematografiche, come Miranda Garrison in Dirty Dancing - Balli proibiti nel 1987, e televisive, contribuendo al doppiaggio di serie tv quali Una famiglia americana e Melrose Place.
Ha doppiato anche numerosi personaggi di cartoni animati, tra i quali Nami e Sunny nell'anime Mila & Shiro, due cuori nella pallavolo.
È attiva anche come direttrice del doppiaggio.

## Doppiaggio

### Cinema
- Miranda Garrison in Dirty Dancing - Balli proibiti
- Catherine Wilkening in Mon Bel Amour
- Sophie Marceau in Le mie notti sono più belle dei vostri giorni
- Lynn Clark in Il soffio del diavolo
- Maribel Verdú in Amantes - Amanti
- Kathleen York in Tuffo nel buio
- Helena Bonham Carter in Casa Howard
- Joan Allen in Ethan Frome - La storia di un amore proibito
- Valentina Vargas in Hellraiser - La stirpe maledetta
- Makoto Togashi in Inugami - Le divinità maligne
- Heather Burns in Vita da strega
- Alexandra Lamy in L'antidoto
- Miranda Richardson in Southland Tales - Così finisce il mondo
- Colleen Camp in Material Girls
- Saffron Burrows in Reign Over Me
- Amy Ryan in Onora il padre e la madre
- Cleo King in Una notte da leoni
- Allison Janney in L'A.S.S.O. nella manica
- Rosie Perez in Pitch Perfect 2
- Arsinée Khanjian in Il padre
- Lidia Porto in Scary Movie V
- Jeanette Hain in Corri ragazzo corri
- LisaGay Hamilton in Beastly
- Brigitte Roüan in Per sfortuna che ci sei
- Mel Harris in The Lodger - Il pensionante
- Ann-Margret in Daddy Sitter
- Wendie Malick in Adventureland
- Susan Lynch in Holy Water
- Jennifer Esposito in American Crude
- Joan Cusack in Martian Child - Un bambino da amare
- Judith Roberts in Dead Silence
- Lena Headey in Il nascondiglio del diavolo - The Cave
- Bridgette Wilson in So cosa hai fatto
- Jennifer Esposito in Conspiracy
- Paula Marshall in Hellraiser III
- Karen Holness in Fuori dal tempo
- Ingrid Park in Avalon High
- Sofía Álvarez in El diario

### Film d'animazione
- Sally Brown, Violette in Buon viaggio, Charlie Brown
- Farbalà in Asterix contro Cesare[1]
- Governante in Alì Babà e Alì Babà e i pirati
- Mollie ne La fattoria degli animali[2]
- Clarabella ne Il principe e il povero[3]
- Cipcilligan in Ortone e il mondo dei Chi[4]

### Serie televisive
- Judy Norton in Una famiglia americana
- Melissa Sue Anderson in La casa nella prateria
- Valerie Bertinelli in Giorno per giorno
- Colleen Casey in Generations
- Desiree Naquel in Fragole verdi
- Lisa Rinna in Melrose Place
- Esther Hall in Queer as Folk
- Lexa Doig in Andromeda
- Michelle Atkinson in Cybergirl
- Vivica A. Fox in Alias
- Jayne Ashbourne in Bodies
- Therese Hämer in Post Mortem - Segreti dall'Aldilà
- Fabiana Udenio in 90210
- Catrin Mara in Hinterland
- Shabana Azmi in Capital
- Loretta Devine in La famiglia McKellan
- Anna Deavere Smith in Black-ish
- Melora Marshall in Il diario di Anna Frank
- Victoria McCarthy in Santa Barbara

### Cartoni animati
- Peline (1ª voce) in Peline Story
- Miss Mari in MegaMan NT Warrior[5], MegaMan NT Warrior Axess
- Susan in Sesamo apriti[6]
- Treetog in Tree Fu Tom[7]
- Dany Barniel in Sui monti con Annette[8]
- Principessa Ozma ne Il mago di Oz[9]
- Nami Aiase, Yogina Yokono (1ª voce) e Sunny Hazuki in Mila e Shiro - Due cuori nella pallavolo[10] (1ª serie 1984)
- Zelda in La principessa Zaffiro
- Caroline Wilson in Pattuglia volante

### Videogiochi
- Sniperbel In Transformice

### Direzione del doppiaggio
- Lower City (2005)